# Hannó (208 aC)
Hannó fou un general cartaginès que l'any 208 aC va ser enviat en substitució d'Àsdrubal, el fill d'Amílcar Barca, a Hispània, quan aquest va marxar a Itàlia creuant els Pirineus.
Hannó va unir les seves forces a les de Magó a Celtibèria. Els dos exèrcits cartaginesos estaven acampats prop un de l'altre quan van ser atacats pel pretor Marc Juni Silà, lloctinent de Publi Corneli Escipió, i van ser totalment derrotats. Hannó va caure presoner i enviat a Roma on probablement el van executar.En parla Titus Livi.